# Округ Картер (Кентаки)
Картер (енгл. Carter County) је округ у америчкој савезној држави Кентаки.

## Демографија
По попису из 2010. године број становника је 27.720, што је 831 (3,1%) становника више него 2000. године.
| Група             | 2000.          | 2010.          |
| Белци             | 26.494 (98,5%) | 26.930 (97,2%) |
| Афроамериканци    | 35 (0,1%)      | 147 (0,5%)     |
| Азијати           | 29 (0,1%)      | 51 (0,2%)      |
| Хиспаноамериканци | 158 (0,6%)     | 321 (1,2%)     |
| Укупно            | 26.889         | 27.720         |